# Haplozoon
Haplozoon es un género de protistas dinoflagelados de la familia Haplozoaceae del orden de los Peridiniales de la clase Dinophyceae.
- Datos: Q5892145
- Especies: Haplozoon